# Beta lomatogona
Beta lomatogona är en amarantväxtart som beskrevs av Fisch. och Carl Anton von Meyer. Beta lomatogona ingår i släktet betor, och familjen amarantväxter. Inga underarter finns listade i Catalogue of Life.